# Hódos-éri erdei vasút
A Hódos-éri erdei vasút 1917-től és 1960-ig működött a Porva községtől északra fekvő Imremajor és a ma Bakonyszentlászlóhoz tartozó Vinye-Sándormajori fűrészüzem között. A vonal nagyrészt a Hódos-ér nevű patak mentén haladt.

## Története
A vasútvonalat az Eszterházi uradalom építtette 1917-ben lóvontatásra, majd 1920-ban gőzüzemre adtak be kérelmet.
A Vinye-Sándormajori végpont közelében a keskeny nyomközű vasútvonal szintben keresztezte a MÁV 11-es számú Győr-Veszprém vasútvonalát, mivel a fatelep a nagyvasút másik felén feküdt. A gőzvontatásra áttérés után a nagyvasút jelezte az iránti igényét, hogy a szintbeli kereszteződés helyett aluljáró épüljön a kisvasút számára. Az aluljárót meg is tervezték, azonban a kivitelezés megindulása a kisvasút miatt késett, majd 1927-ben közölte, hogy az erdőt letermelte, a vasúton egyelőre nem lesz számottevő üzem, így az aluljáró lekerült a napirendről. A fakitermelő vállalkozók áttelepülése miatt a vonal Imremajor felőli felső 4 km-es szakaszát elbontották.
1927 és a II. világháború vége között nincsenek információk a vasút működéséről, feltehetőleg használaton kívülre került.
1947-ben, majd 1955-ben részletes tervek készültek a felbontott szakasz visszaépítésére, az imremajori csikótelep és Porva község kiszolgálásra, de hitelhiány miatt az építkezés nem valósult meg.
1951-ben a vasút üzemen kívül állt, szeptembertől az ERDŐKÉMIA kőbányáiból történt kőszállítás, amelyet a kőbánya vállalat az erdei vasút vonalának alsó 1500 méteres szakaszán saját lovaival és kocsijaival bonyolított le.
1952-ben tervek készültek az ugodi kőbánya kisvasútjának újjáépítésére, ennek sínanyagát a hódoséri vasút bontásából kívánták biztosítani. Megállapítást nyert, hogy a hódos-éri erdei vasút talpfáinak 40-50%-a teljesen elkorhadt.
1956-ban 400 tonna fát, és 120 tonna követ szállított.

### A vasút 1959-es felmérése

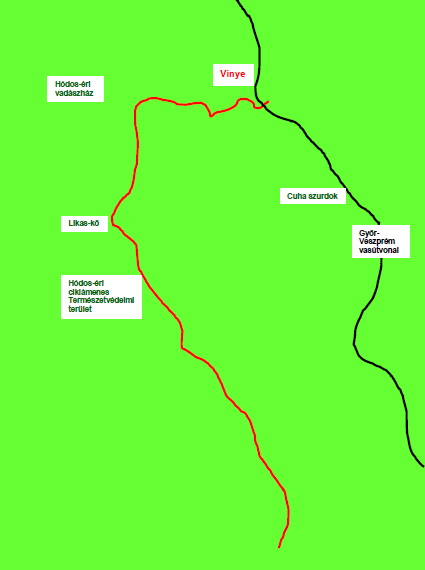
A Hódos-éri erdei vasút egykori nyomvonala

1959-ben felmérés készült a vasútról: 
Üzemi hossz: 6 km
Felépítmény: 9,3 kg/fm
Engedélyezett tengelynyomás: 3,0 tonna
Legkisebb ívsugár: 30 méter
Legnagyobb emelkedés: 25 ezrelék
Engedélyezett sebesség: 15 km/óra

### Hanyatlás és megszűnés
1958-ban új végrehajtási utasítás készül az erdei vasút és a MÁV vonal kereszteződésére. 1959-ben a vonal már forgalmi adatok nélkül szerepel egy bakonyi erdei vasutakkal foglalkozó iratban.
1960-ban a vasút helyén erdészeti feltáró utat terveztek. A terviratban szerepelt, hogy az erdei vasút felépítménye és műtárgyai teljesen leromlottak, így a vonalat már lóvontatással sem lehetne tovább üzemben tartani. A vasút felújítása ellen szólt, hogy a hozzá kapcsolódó gyűjtő utak erdészeti járművekkel megközelíthetetlenek, ami egy újjáépítés után is nagyban megnehezítette volna, valamint költségessé tette volna a szállítást. A következő évben megkezdődött az útépítés a kisvasút bontásával együtt.

## Napjainkban
A vasútvonal nyomvonalán a Hódos-ér patak mentén turistaút halad sárga jelzéssel.